# Vattrad barksnabblöpare
Vattrad barksnabblöpare (Philodromus emarginatus) är en spindelart som först beskrevs av Schrank 1803.  Vattrad barksnabblöpare ingår i släktet Philodromus och familjen snabblöparspindlar. Arten är reproducerande i Sverige. Utöver nominatformen finns också underarten P. e. lusitanicus.